# MOTO-PSYCHO R&R SERVICE
MOTO-PSYCHO R&R SERVICE（モトサイコ・ロックンロール・サービス）は、日本のロックバンド。愛称は『モトサイコ』。

## メンバー
- Gt.&Vo. 澄田健
VooDoo Hawaiians、水戸華之介&3-10chain他。ex.Zi:LiE-YA、LOOPUS等。
- Ba.&Vo. 穴井仁吉
MOSQUITO SPIRAL、WOOHOO等。ex.ザ・ロッカーズ、ルースターズ、シーナ&ザ・ロケッツ、VooDoo Hawaiians、THE WILLARD、Zi:LiE-YA等。
- Dr. サトウミノル
ROSSO、ex.FRICTION、他。2011年に一度脱退している。

### 旧メンバー
- Dr. 藤掛正隆（2005）
渋さ知らズ、fulldesign records代表
- Dr.&Vo. kanna（2012～2015）
ex.CHERRY LEZ LOLiTA、(サポート…扇愛奈、ジ・アジナーズ、MUTANT MONSTER、他)

## ディスコグラフィ

### シングル
- MOTO-PSYCHO R&R SERVICE （2010年11月17日）
- got feel so good（2017年6月28日）

### アルバム
- SIX Rolls （2006年12月）
- 21世紀の恋人-Lover Of The 21st Century- （2013年08月28日）